# Nera White
Pour les articles homonymes, voir White.
Nera D. White est une basketteuse américaine née le 15 novembre 1935 dans le comté de Macon et morte le 13 avril 2016 à Gallatin d'une pneumonie.

## Biographie
Elle a participé aux tournois nationaux de l'Amateur Athletic Union (AAU) pour l'équipe du Nashville Business College, tout en terminant ses études au Peabody College (en), qui n'avait pas d'équipe. Plus tard, elle mène l'équipe des États-Unis à la victoire au championnat du monde 1957.
Tout au long de sa carrière, elle reçoit de nombreuses distinctions, notamment son intronisation au Basketball Hall of Fame et au Women's Basketball Hall of Fame.
Jouant à une époque où il n'y a pas de ligues majeures de basket-ball professionnel féminin aux États-Unis, White se distingue toutefois comme l'une des plus grandes joueuses de l'histoire de ce sport.
Talentueuse dans de nombreux autres sports, elle est également distinguée par l'Amateur Softball Association (ASA).